# Sōkenbicha
Sōkenbicha (jap. 爽健美茶) ist ein Tee-Erfrischungsgetränk von Coca-Cola Japan. Dabei handelt es sich um einen Fertigkräutertee, der ohne vorherige Veränderungen oder Zubereitungen getrunken werden kann. Sōkenbicha gehört laut dem jährlichen Jahresreport von The Coca-Cola Company zu den Hauptmarken sowie Flaggschiff-Produkten. Sokenbicha ist hauptsächlich in Japan zu erhalten, darueber hinaus wird es auch in Hong Kong und Festlandchina verkauft (abgefüllt im Coca-Cola-Werk in Dongguan, Guangdong). Der japanische Name „Sokenbicha“ bedeutet „erfrischender Tee für Gesund- und Schönheit“.

## Inhaltsstoffe
Sokenbicha enthält insgesamt 15 geschmackliche Inhaltsstoffe:
- Hato Mugi
- (Brauner) Reis
- Grüner Tee
- Gerste
- Schwarzer Tee
- Dokudami
- Tea Habu (Senna obtusifolia, Cassia-Saatgut)
- Chicorée
- Braune Reiskeime
- Primrose („Nachtkerzenöl“)
- (Millet-)Hirse
- Mispelblätter
- Azuki
- Eucommia
- Löwenzahnwurzel

## Geschmacksrichtungen
Sokenbicha bietet zusätzlich zwei andere Teesorten an:
- Schwarze Samen (bestehend aus schwarzen Sojabohnen, schwarzen Sesamsamen, schwarzem Reis, verschiedenen Teesorten)
- Körnertee (bestehend aus Gerste, braunem Reis, Sojabohnen, japanischer Reis sowie (Millet-)Hirse)